# White Panther Party
Die White Panther Party (WPP) war eine linksradikale, antirassistische politische Bewegung, die 1968 in Ann Arbor von u. a. John Sinclair und Leni Sinclair gegründet wurde. Anlass für die Gründung der Gruppe war ein Interview mit Huey P. Newton von der Black Panther Party, in dem er auf die Frage, wie Weiße die Black Panthers unterstützen könnten, antwortete „indem sie eine White Panther Party gründen“.

## Gründung in Michigan
Die Gruppe entstand in Detroit und Ann Arbor, wo die Sinclairs die Protopunk-Gruppe MC5 managten. Die Wurzeln waren der Detroit Artists Workshop, eine Vereinigung politisch radikal eingestellter Künstler an der Wayne State University. Ein wesentliches Anliegen zu Beginn war die Legalisierung von Marihuana. Dazu kamen in Zusammenhang mit den Rassenunruhen in Detroit 1967 weitergehende politische Forderungen.
Im Jahr 1968 wurden Sinclair und WPP-Mitgründer Pam Plamondon angeklagt, einen Bombenanschlag auf ein Büro der CIA in Ann Arbor verübt zu haben. Sinclair wurde in der Folge wegen des Besitzes von Marihuana zu neuneinhalb Jahren Gefängnis verurteilt, während Plamondon fürs Erste ins Ausland floh, jedoch in die USA zurückkehrte und ebenfalls verhaftet wurde. Sinclair wurde 1971 freigelassen, nachdem u. a. John Lennon, Yoko Ono, Bob Seger und Stevie Wonder bei einem Konzert für seine Freilassung in der Crisler Arena der University of Michigan aufgetreten waren.

## Verbreitung
Gruppen der White Panther Party entstanden auch in Portland, San Francisco und in Berkeley. Letztere waren bis etwa 1980 aktiv.

## Das Programm der White Panther Party
Im November 1968 wurde das „White Panther State/meant“ veröffentlicht, ein Manifest, in dem wesentliche Ziele der Gruppe formuliert wurden, nämlich:
- Die volle Unterstützung des 10-Punkte-Programms der Black Panther Party
- Ein Frontalangriff auf die herrschende Kultur mit allen erforderlichen Mitteln, seien es Rock'n'Roll, Drogen oder öffentliches Vögeln
- Der unbezahlte Austausch von Energie und Rohstoffen – wir fordern ein Ende der Geldwirtschaft!
- Kostenlose Nahrung, Kleidung, Unterkunft, Drogen, Musik, Körper, medizinische Versorgung – alles soll für alle kostenlos sein!
- Der kostenlose Zugang zu Medien – Technologie muss frei von fiesen Gierschlünden sein!
- Kostenlose Zeit & Raum für alle Menschen – reißt alle widernatürlichen Grenzen nieder!
- Die Befreiung aller Schulen und sonstiger Gebäude vom Zugriff des Kommerzes – gebt die Gebäude den Menschen – und zwar sofort!
- Freilassung aller Gefangenen, gleich wo – sie sind unsere Brüder!
- Sofortige Befreiung aller Soldaten – Ende der Wehrpflicht!
- Befreit die Menschen von ihren Anführern – Anführer sind scheiße – alle Macht den Menschen – Freiheit bedeutet, alle sind frei![4]

## Nachwirkung
Die Soul-Punk-Band Tokyo Sex Destruction aus Barcelona vertritt rassismus-, kapitalismus- und globalisierungskritische Inhalte. Die vier Musiker gelten als überzeugte Anhänger der White Panther Party. Angela und John Sinclair ihrerseits haben einige der Tracks der katalanischen Band produziert.